# Prockia flava
Prockia flava là một loài thực vật có hoa trong họ Liễu. Loài này được H. Karst. miêu tả khoa học đầu tiên năm 1863.